# ФК Космос (Бургас)
Космос е вече несъществуващ български футболен отбор от Бургас.
Основан е през 1994 г. Играе домакинските си мачове на помощното игрище на стадион „Черноморец“ в Бургас. През сезона 1999/00 игра домакинските си мачове в град Средец, a през 2000/01 игра и в Айтос. Играещ президент на отбора е Румен Теодосиев. Официалния екип е бяло-червени фланелки, черни гащета и бели чорапи.
Отборът изиграва последния си сезон във В група през 2008/2009, след което спира дейността си. ФК Космос (Бургас) не развива детско-юношеска школа, така че активна е единствено съдебната регистрация, която обаче е без съдържание. Собственикът на клуба Румен Теодосиев и повечето играчи се преместиха след края на клуба в Левски (Стара Загора).

## Успехи
- 5 място в Югоизточната В група през 2000/01 г.

## Футболисти
- Румен Теодосиев
- Станимир Вълков
- Христо Костов
- Виктор Минчев
- Галин Милков
- Красимир Денев
- Николай Костов
- Христо Дерменджиев
- Николай Видев
- Павел Царев
- Георги Мюфтиев
- Христо Николов
- Васил Маринов
- Георги Койчев
- Тодор Христов
- Борис Гутев
- Теодор Ковачев
- Петър Драгоманов
- Стоян Недялков
- Ивайло Желязков
- Стефан Койчев
- Тодор Керджалиев
- Георги Иванов
- Aндон Костов
- Михаил Драгоманов
- Стоян Кънчев
- Диян Марков
- Петър Рахнев